# Wellenfrontmenge
Die Wellenfrontmenge ist ein mathematischer Begriff aus der mikrolokalen Analysis, der die Singularitäten einer Distribution oder Hyperfunktion charakterisiert. Die Wellentfrontmenge beschreibt, an welchen Stellen die Singularitäten auftreten und aus welcher Richtung die Singularitäten kommen. Sie verallgemeinert den Begriff des
singulären Trägers, in dem auch die Richtungen enthalten sind, in der die lokale Fourier-Transformation der Distribution nicht schnell genug fällt.
Betrachtet man eine differenzierbare Mannigfaltigkeit, dann handelt es sich bei der Wellenfrontmenge um eine kegelförmige abgeschlossene Teilmenge des Kotangentialbündel der Mannigfaltigkeit. 
Der Ausdruck "Wellenfrontmenge" leitet sich von dem Ausdruck Wellenfront ab und wurde von Lars Hörmander eingeführt.

## Hörmanders Zugang
Es gibt unterschiedliche Wege die Wellenfrontmenge herzuleiten. Wir folgen Hörmanders Zugang.
Notation:
Sei {\displaystyle X} eine offene Menge und {\displaystyle M} eine glatte Mannigfaltigkeit.
- {\displaystyle {\mathcal {C}}_{c}^{\infty }(X)} der Raum der glatten Funktionen mit kompaktem Träger auf {\displaystyle X}.
- {\displaystyle {\mathcal {D}}'(X)} der Raum der Distributionen auf {\displaystyle X}.
- {\displaystyle {\mathcal {E}}'(X)} der Raum der Distributionen  mit kompaktem Träger auf {\displaystyle X}.
- {\displaystyle T^{*}(M)} ist das Kotangentialbündel {\displaystyle T^{*}(M)=\{(x,\xi ):x\in M,\xi \in (T_{x}M)^{*}\}} (das heißt {\displaystyle \xi } ist ein lineares Funktional auf dem Tangentialraum).
- {\displaystyle T^{*}(M)\setminus \{0\}} ist {\displaystyle T^{*}(M)} ohne den Null-Schnitt {\displaystyle \{(x,\xi ):\xi =0\}}.

### Herleitung

#### Kriterium für die Glattheit einer Distribution
Nach dem Satz von Paley-Wiener ist {\displaystyle v\in {\mathcal {E}}'(\mathbb {R} ^{n})} genau dann glatt, wenn seine Fourier-Transformierte {\displaystyle {\hat {v}}} schnell fällt und umgekehrt, das heißt
| {\displaystyle v\in C_{c}^{\infty }(\mathbb {R} ^{n})\iff \|{\hat {v}}(\xi )\|\leq C_{N}(1+\|\xi \|)^{-N}\quad \forall N\in \mathbb {N} ,\;\xi \in \mathbb {R} ^{n}}. | (1) |
Nun lässt sich der abgeschlossene Kegel {\displaystyle \Sigma (v)} von allen {\displaystyle \eta \in \mathbb {R} ^{n}\setminus \{0\}} definieren, für die es keine kegelförmige Umgebung {\displaystyle V} von {\displaystyle \eta } gibt, so dass die Ungleichung in {\displaystyle (1)} für alle {\displaystyle N} gilt. Daraus folgt
{\displaystyle v\in C_{c}^{\infty }(\mathbb {R} ^{n})\iff \Sigma (v)=\emptyset }
Da {\displaystyle \Sigma (v)} ein Kegel ist, besitzt {\displaystyle \Sigma (v)} die Richtungen der Frequenzen, die Singularitäten verursachen. Diese Information gilt es nun mit {\displaystyle \operatorname {sing\;supp} v} zu kombinieren.

#### Herleitung des singulären Fasers Σx
Für {\displaystyle v\in {\mathcal {E}}'(\mathbb {R} ^{n})}, eine Testfunktion {\displaystyle \phi \in C_{c}^{\infty }(\mathbb {R} ^{n})} und  {\displaystyle \xi \notin \Sigma (v)} lässt sich zeigen, dass die Ungleichung in {\displaystyle (1)} für {\displaystyle {\widehat {\phi v}}} in einer kegelförmige Umgebung von {\displaystyle \xi } gilt sowie
{\displaystyle \Sigma (\phi v)\subset \Sigma (v).}
Dies impliziert für eine Distribution {\displaystyle v\in {\mathcal {D}}'(\mathbb {R} ^{n})} und zwei Testfunktionen {\displaystyle \phi _{1},\phi _{2}\in C_{c}^{\infty }(\mathbb {R} ^{n})}, dass wenn {\displaystyle \phi _{2}(x)\neq 0} für {\displaystyle x\in \operatorname {supp} (\phi _{1})}, dann
{\displaystyle \Sigma (\phi _{1}v)\subset \Sigma (\phi _{2}v).}
Diese Aussage lässt sich auf {\displaystyle k+1} Testfunktionen {\displaystyle \phi ,\phi _{1},\phi _{2},\dots ,\phi _{k}\in C_{c}^{\infty }(\mathbb {R} ^{n})} erweitern, dass wenn {\displaystyle \phi _{1}(x),\dots ,\phi _{k}(x)\neq 0} für {\displaystyle x\in \operatorname {supp} (\phi )}, dann
{\displaystyle \Sigma (\phi v)\subset \bigcap _{j=1}^{k}\Sigma (\phi _{j}v).}

##### Definition Σx
Sei nun {\displaystyle X\subset \mathbb {R} ^{n}} eine offene Menge und {\displaystyle v\in {\mathcal {D}}'(\mathbb {R} ^{n})}. Dann definieren wir für ein {\displaystyle x\in X}
{\displaystyle \Sigma _{x}(v):=\bigcap _{\phi }\left\{\Sigma (\phi v):\phi \in C_{c}^{\infty }(X),\;\phi (x)\neq 0\right\}.}

#### Erläuterungen zu Σx
Für eine Testfunktion {\displaystyle \phi \in C_{c}^{\infty }(X)} mit {\displaystyle \operatorname {supp} \phi \to \{x\}} und {\displaystyle \phi (x)\neq 0} ist {\displaystyle \Sigma _{x}(v)} folgender Grenzwert
{\displaystyle \Sigma (\phi v)\to \Sigma _{x}(v).}
Daraus folgt {\displaystyle \Sigma _{x}(v)=\emptyset } genau dann, wenn {\displaystyle \phi v\in C^{\infty }} und somit
{\displaystyle \Sigma _{x}(v)=\emptyset \iff x\notin \operatorname {sing\;supp} v.}

## Wellenfrontmenge
Sei {\displaystyle X} eine offene Menge in {\displaystyle \mathbb {R} ^{n}} und {\displaystyle u\in {\mathcal {D}}'(X)}. Man nennt die abgeschlossene Menge
{\displaystyle WF(u):=\{(x,\xi )\in X\times (\mathbb {R} ^{n}\setminus \{0\}):\xi \in \Sigma _{x}(u)\}}
die Wellenfrontmenge von {\displaystyle u}.
Ist {\displaystyle X} hingegen eine differenzierbare Mannigfaltigkeit, dann lässt sich die Wellenfrontmenge über das Kotangentialbündel definieren
{\displaystyle WF(u):=\{(x,\xi )\in T^{*}(X)\setminus \{0\}:\xi \in \Sigma _{x}(u)\}.}

### Erläuterungen
Die Wellenfrontmenge {\displaystyle WF(u)} ist eine abgeschlossene, kegelförmige Teilmenge in {\displaystyle X\times (\mathbb {R} ^{n}\setminus \{0\})} respektive {\displaystyle T^{*}(X)\setminus \{0\}}. 
Die Projektion von {\displaystyle WF(u)} auf {\displaystyle X} ist der singuläre Träger von {\displaystyle u}, das heißt für {\displaystyle \pi :T^{*}(X)\setminus \{0\}\to X} gilt
{\displaystyle \pi (WF(u))=\operatorname {sing\;supp} u}.

## Beispiele
- Sei {\displaystyle \delta _{0}\in D'(\mathbb {R} ^{n})} die Delta-Distribution, d. h. {\displaystyle \delta _{0}(f)=f(0)=\langle 0,f\rangle } für eine Testfunktion {\displaystyle f}. Es gilt {\displaystyle \operatorname {sing\;supp} (\delta _{0})=\{0\}}. Da die Fourier-Transformierte von {\displaystyle \delta _{0}} eine Konstante-Funktion {\displaystyle {\widehat {\delta _{0}}}=1} ist, fällt sie auch in keine Richtung. Somit ist die Wellenfrontmenge

{\displaystyle WF(\delta _{0})=\{(0,\xi ),\xi \neq 0\}.}